# Monika Duda
Monika Duda – nauczyciel akademicki, doktor habilitowany nauk medycznych, profesor Centrum Medycznego Kształcenia Podyplomowego.

## Życiorys
Tytuł magistra analityki medycznej uzyskała w 2000 w Akademii Medycznej w Bydgoszczy.
Stopień doktora nauk medycznych uzyskała w 2005 w Centrum Medycznym Kształcenia Podyplomowego na podstawie dysertacji pt. „Mechanizm ochronnego działania hartowania niedokrwieniem na śródbłonek naczyniowy w niedokrwionym i reperfundowanym sercu; Rola endoteliny kanałów potasowych ATP-zależnych i wolnych rodników tlenowych”, której promotorem był prof. dr hab. Andrzej Beręsewicz. Stopień doktora habilitowanego nauk medycznych uzyskała w tej samej uczelni w 2016 na podstawie dorobku i osiągnięcia naukowego pt. „Kardioprotekcyjny efekt omega-3 wielonienasyconych kwasów tłuszczowych w niewydolności serca”. Od 2019 profesor Centrum Medycznego Kształcenia Podyplomowego.
Zawodowo związana od 2000 z Zakładem Fizjologii Klinicznej Centrum Medycznego Kształcenia Podyplomowego. W kadencji 2020-2024 Zastępca Dyrektora Szkoły Kształcenia Doktorantów - Prodziekan. W kadencji 2024-2028 Dyrektor Szkoły Kształcenia Doktorantów - Dziekan.
Odbyła staże naukowe w Department of Physiology and Biophysics, Case Western Reserve University (w latach 2005-2006) oraz Division of Cardiology, Department of Medicine, University of Maryland, Baltimore (w latach 2007-2008).
Autorka i współautorka publikacji naukowych z zakresu fizjologii i patofizjologii chorób układu sercowo-naczyniowego.